# الإسكان العام في سنغافورة

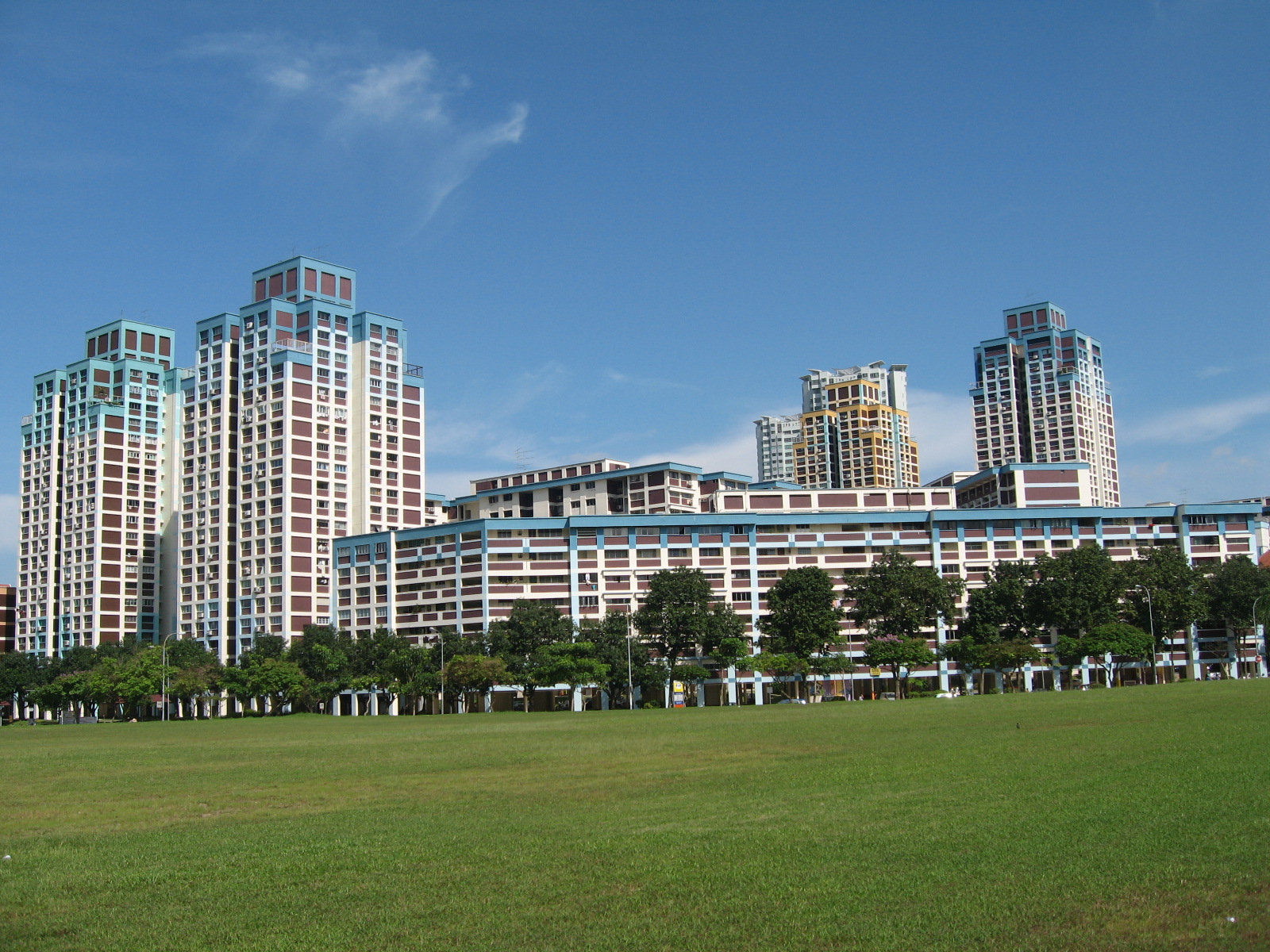
مساكن HDB في مدينة بيشان

الإسكان العام في سنغافورة هو الإسكان الذي تدعمه وتبنيه وتديره حكومة سنغافورة. بنى صندوق تحسين سنغافورة أول مبنى سكني عام في البلاد في ثلاثينيات القرن العشرين بطريقة مماثلة لمشاريع الإسكان العام البريطانية في تلك الفترة، وبدأ الصندوق في بناء مساكن لسكان مناطق الاستيطان العشوائي في أواخر الخمسينيات. خلف الصندوق مجلس الإسكان والتنمية في الستينيات والذي ركز على بناء عدد كبير من المساكن العامة الصغيرة التي احتوت على المرافق الأساسية بسرعة وبتكلفة منخفضة. لكن هذه الخطة تغيرت منذ أواخر الستينيات إذ ركزت برامج الإسكان على الجودة وعلى بناء المساكن في المدن الجديدة وأقرت خطة تسمح لمالكي الشقق بتأجيرها. وفرت الحكومة خيارات سكان عام أكثر للطبقة المتوسطة في السبعينيات والثمانينيات وحولت على زيادة تماسك المجتمع داخل العقارات السكنية. تحول السكن العام إلى أصل تجاري في التسعينيات فبدأت الحكومة ببناء مساكن راقية منتشرة في أرجاء البلاد وخففت من شدة اللوائح المتعلقة بإعادة بيع المساكن العامة مع زيادة برامج الإسكان للطبقات الضعيفة وكبار السن. بسبب ارتفاع أسعار المساكن العام في الألفية الجديدة أصبحت المساكن استثمارا من عام 2000 فأدمجت التقنيات الجديدة والميزات الصديقة للبيئة في العقارات السكنية.
يُهدف من المساكن العامة التي تبنى منذ عام 2020 أن تكون مجتمعات قائمة بذاتها وقريبة من الكتل السكنية، تباع الشقق أو تؤجر للمقيمين. بالنسبة للبيع فيكون عقد إيجار لمدة 99 عاما ويمكن يبيع المالك عقد الإيجار في سوق مخصص لذلك بقيود معينة. أما المساكن المأجرة فتكون وحدات أصغر مخصصة للأسر ذات الدخل المنخفض، تدعم الحكومة هذه الأسر في استئجار الشقق وشرائها. وتتولى مجالس المدن إدارة العقارات السكنية وصيانتها، ويجدد مجلس الإسكان والتنمية العقارات السكنية القديمة في إطار استراتيجية تجديد العقارات.
بلغ عدد من يعيش في مساكن الإسكان العام في سنغافورة 78.7٪ في عام 2020، انخفاضا من 88.0٪ في عام 2000.

## التاريخ

### صندوق تحسين سنغافورة

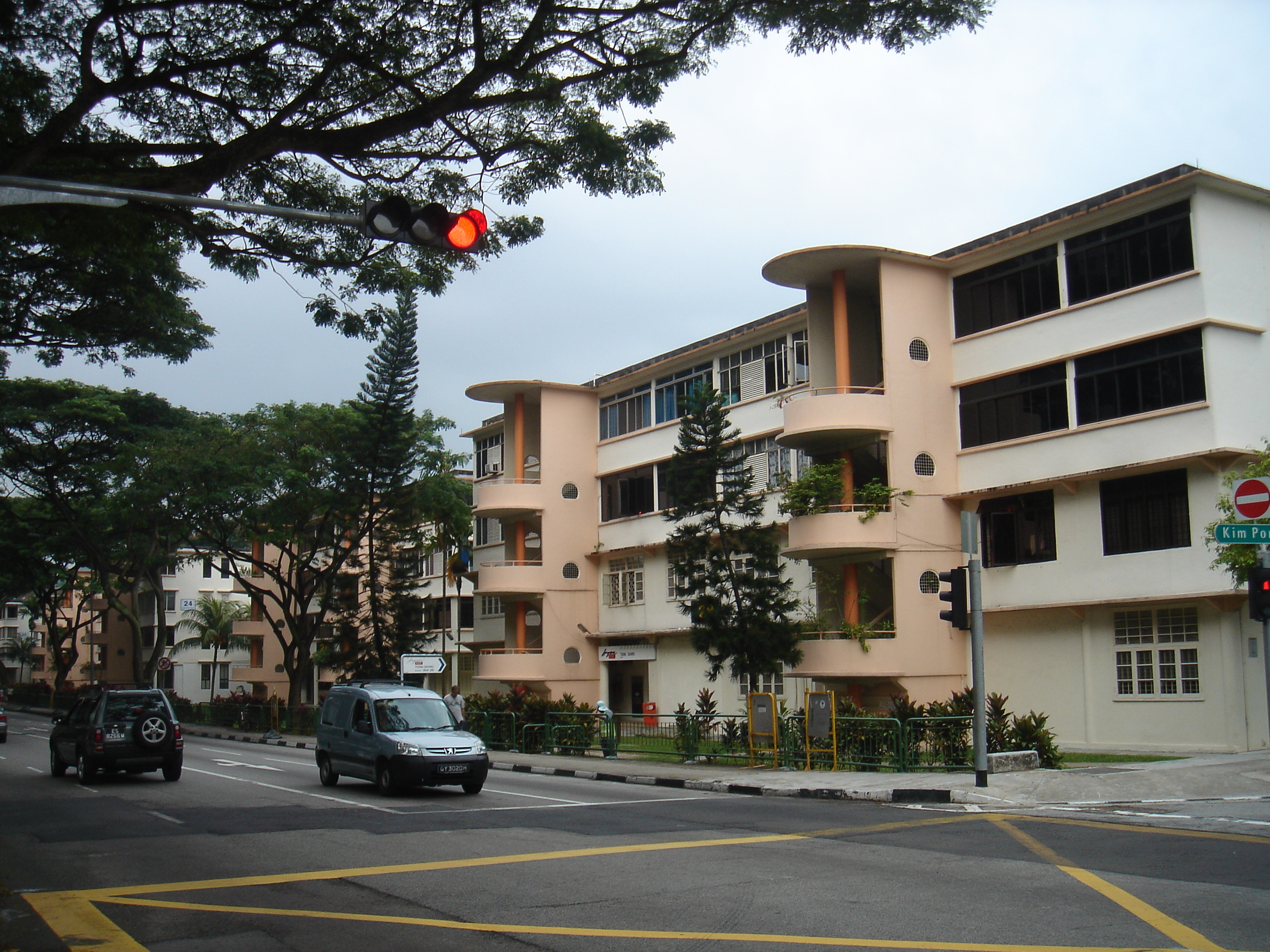
مثل من المساكن التي بناها الصندوق في تيونغ باهرو في الخمسينيات

كانت البنية التحتية السكنية في سنغافورة إبان الحقبة البريطانية متخلفة، ما أدى إلى تفاقم مشكلات الاكتظاظ السكاني وسوء الأحوال المعيشية، لا سيما مع الطفرة السكانية التي شهدتها المدينة. بدأ صندوق تحسين سنغافورة بناء النماذج الأولى للإسكان العام في أواخر عشرينيات القرن العشرين، كانت المباني صغيرة الحجم ومخصصة لإيواء النازحين من المناطق العشوائية والملوثة. خطط الصندوق في الثلاثينيات لبناء مباني سكنية أكبر في ضواحي المنطقة الوسطى، وتولى بنفسه تنفيذ هذه المشروعات نظرًا لعدم قدرة القطاع الخاص على تطوير مثل هذه العقارات. ازدادت وتيرة البناء في أواخر الأربعينيات، واستوحى الصندوق تصميماته من نماذج الإسكان العام البريطانية السائدة آنذاك. كانت المساكن العامة تضم 9% من سكان سنغافورة في عام 1959.

### خطط الإسكان وإعادة التوطين
شهدت سنغافورة هجرة كبيرة إليها بعد الحرب العالمية الثانية، استقر العديد من المهاجرين في كامبونغ (بيوت من الخشب والصفيح) حضرية على أطراف المنطقة الوسطى، بنيت هذه البيوت بعشوائية على الأراضي الفارغة أو المستنقعات أو المقابر القديمة وزاد عدد هذه المجتمعات بسرعة في الخمسينيات، حتى أصبحت موطنًا لربع سكان سنغافورة في الستينيات. كانت هذه المناطق شبه مستقلة عن الحكومة فكان كثير من سكانها يعملون في الاقتصاد غير الرسمي أو في عصابات سرية توفر الأمن في تلك المجتمعات. طريقة الاستقلال هذه جعلت الحكومة الاستعمارية ترى هذه المناطق بؤر يجب إزالتها واستبدالها بمساكن عامة.
كانت هذه المنازل الخشبية المتقاربة كثيرة الحرائق مما أوجد مشكلة أخرى وهي التشرد. اعتبرت السلطات الاستعمارية البريطانية هذه الحرائق فرصة لإعادة توطين السكان النازحين في مساكن رسمية لكن أوقف المخاوف المالية هذه الجهود. بدأ الصندوق ببناء مساكن طارئة لسكان الكامبونغ النازحين على مضض في عام 1953، لكن رفضها السكان فأوقف الصندوق عملياته بعد عامين. أصبحت قضية إعادة توطين سكان الكامبونغ مسألة سياسية حيوية في أواخر الخمسينيات فوضعت حكومة جبهة العمل استراتيجية إسكان طارئة واضحة. بعدما احترقت كامبونغ كو تشي وكامبونغ تيونغ باهرو استولت الحكومة على أراضي الحرائق وأمرت الصندوق ببناء شقق عليها، كما وضعت خطة لإعادة توطين سكان كامبونغ تيونغ باهرو. ولكن مثل ما سبقها لم تلقَ هذه الخطط قبول السكان النازحين.
واجه الصندوق صعوبات جمّة في توفير مساكن عامة تلبي احتياجات السكان. فالإيجارات على الشقق كانت مرتفعة ولا يقدر عليها معظم الأهالي وفي الوقت نفسه منخفضة إلى حد لا يغطى تكاليف البناء والاستمرار في برنامج الإسكان الأخرى. تباطأت وتيرة بناء الشقق في عام 1949 إلى درجة لم تعد تواكب الزيادة السكانية السريعة في سنغافورة. لم تختلف رؤية حكومة حزب العمل الشعبي التي تولّت السلطة عام 1959 عن الرؤية الاستعمارية حول الإسكان ومناطق الكامبونغ، ومن هنا رُسمت خطط لإنهاء دور صندوق تحسين سنغافورة وإنشاء هيئة جديدة للإسكان فأسس مجلس الإسكان والتنمية في فبراير 1960. أعلن المجلس حينها عن خطة إسكان طموحة تمتد لخمس سنوات واستمر في تنفيذ برنامج الإسكان الطارئ الذي أطلقه الفريق الحكومي في نوفمبر 1960، معتمدًا على استراتيجية ترتكز على بناء شقق مكوّنة من غرفة واحدة لتلبية احتياجات إعادة التوطين.
اندلع حريق كبير في منطقة بوكيت هو سوي في مايو 1961، فسارعت الحكومة إلى السيطرة على موقع الحريق وخصصت معظم شقق الطوارئ في كامبونغ تيونغ باهرو لإعادة إسكان المتضررين. ولم تكتفِ بذلك بل شرعت في تطوير مناطق سكانية على أنقاض المنطقة وهو ما اكتمل بين عامي 1963 و1965. واستُخدمت مساكن هذه المنطقة لاحقًا لإعادة توطين سكان المناطق العشوائية الأخرى، ما فتح الباب أمام تجديد حضري شامل وخطط إعادة إسكان قلب المدينة. كان عدد شقق الإسكان أكثر من 50,000 شقة في عام 1965 يسكن فيها نحو 23% من إجمالي سكان سنغافورة.
تبنّى مجلس الإسكان والتنمية سياسة في الستينيات تقوم على سرعة البناء والاقتصاد فيه، فأُنشئت مساكن شققها من غرفة أو غرفتين بأبسط صورة ممكنة وبكثافة عمرانية عالية لتحقيق أقصى استفادة من الأراضي المحدودة المخصصة للإسكان العام. افتقرت هذه المساكن إلى وسائل الراحة رغم أن كانت ذات جدوة وظيفية، وبسبب أن أغلب مناطق الإسكان كانت على أطراف المنطقة الوسطى فاضطر سكانها إلى الاعتماد على مرافق المدينة المركزية وخدماتها مما زاد العبء عليها.
سعت الحكومة إلى إعادة تشكيل سلوك السكان فُرضت قيود صارمة تحظر تعديل الشقق أو تأجيرها دون علم الحكومة وأُخضعت الوحدات السكنية لرقابة مشدّدة. كما رأت الحكومة في المساكن فرصة لترسيخ التعايش بين المجموعات العرقية فحُظر إنشاء أحياء قائمة على الفصل الإثني، على خلاف ما كان شائعًا في المدينة سابقًا. وساهم تصميم المساكن الجديدة الصغير في تقليص حجم الأسر فاتجه السكان إلى تقليل الإنجاب. إلا أن الباحث رياض حسن ذكر أن تصميم الأبنية أعاق التواصل بين الجيران، فأضعف الروابط الاجتماعية وأفقد الكتل السكنية شيئًا من روحها المجتمعية.
لم تلقَ خطط إعادة التوطين قبولًا لدى الكثير من الأهالي وكره العديد منهم الشقق بسبب صغر حجمها. سعت الحكومة إلى أن تستوعب العقارات جميع المتضررين من تلك المخططات سواء أفرادًا أو مؤسسات. بدأ المجلس في أواخر الستينيات بالابتعاد تدريجيًا عن الشقق ذات الغرفة الواحدة.

### تطوير المدن الجديدة

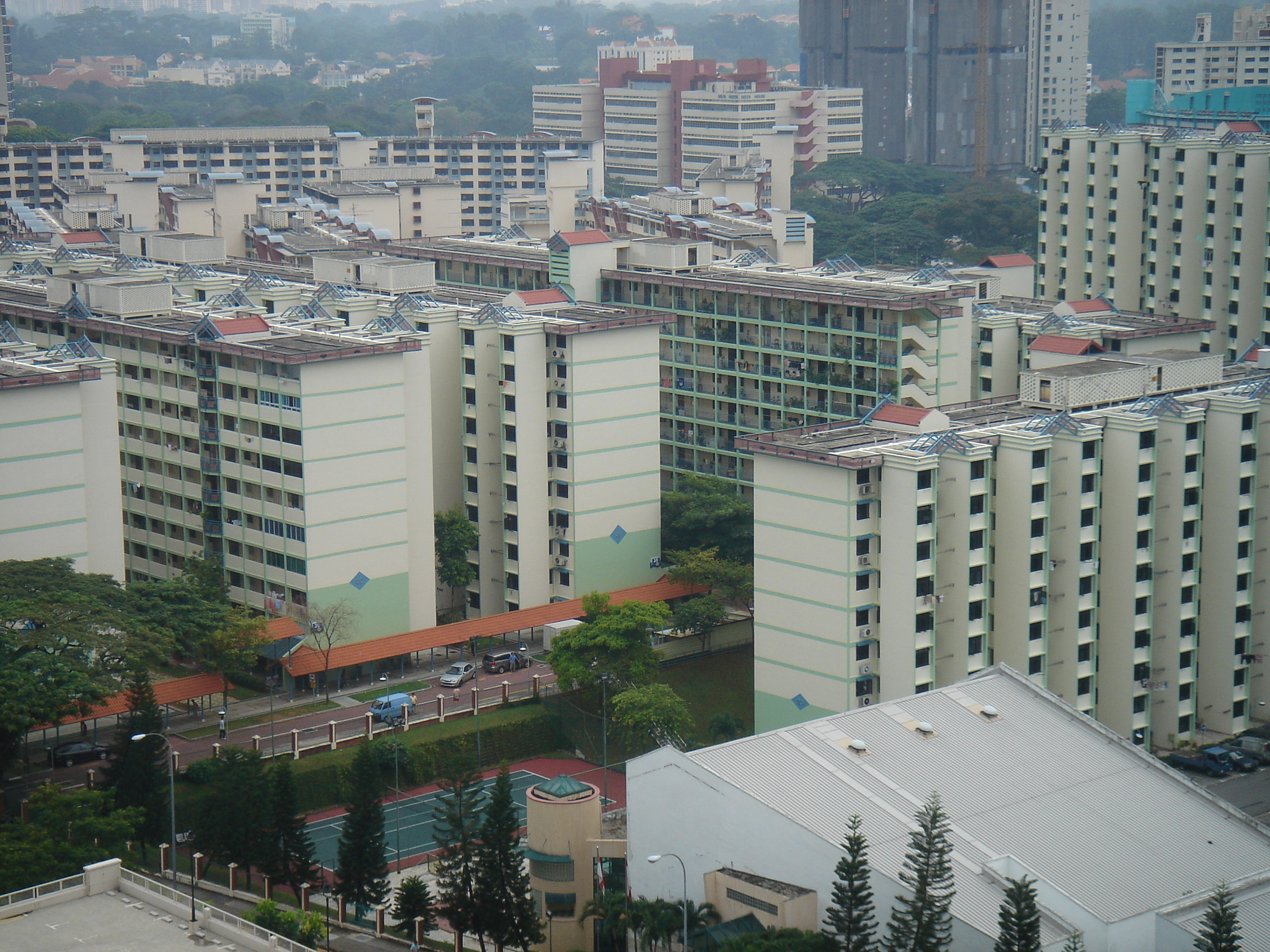
شقق سكنية في بوكيت هو سوي بنيت في الستينيات

طُرح في عام 1964 مخطّط لتمليك المساكن العامة للمستأجرين، غير أن استجابتهم كانت فاترة بسبب عجز معظمهم عن تحمّل كلفة الشراء. غير أنالحكومة أجزت للمواطنين في عام 1968 استخدام مدّخراتهم من صندوق الادخار المركزي — وهو نظام ادخار إلزامي — لتمويل شراء الشقق. حتى ارتفعت معدلات التملك لتبلغ 62% من الوحدات في عام 1984.
شرع مجلس الإسكان والتنمية في تشييد أول "مدينة جديدة" في عام 1965، تبعد المدينة نحو 5-8 كيلومترات عن وسط العاصمة، تميّزت بتخطيط متكامل يضم مركزًا حضريًا ومرافق خدمية ومناطق صناعية توفر عمل للسكان. تحول تركيز المجلس من البناء السريع إلى تحسين جودة المساكن فصب اهتمامه على جودة المسكان واتساعها فضلاً عن تزويد الأحياء بمرافق مجتمعية أكثر تنوعًا. كما ساعد "قانون حيازة الأراضي" الصادر عام 1966 في تسريع هذه الطفرة، إذ منح الدولة سلطات كبيرة للاستحواذ على الأراضي وتخصيصها لمشاريع الإسكان.
توسّع البناء خارج المنطقة المركزية في السبعينيات وازدادت مساحة الشقق وتحسنت تصاميمها. وسُمح للمالكين ببيع وحداتهم في سوق إعادة البيع في عام 1971، ظهرت تصاميم أكثر تنوعًا تناسب أنماطًا مختلفة من الأسر في منتصف هذا العقد. أنشأت الحكومة شركة الإسكان والتنمية الحضرية في عام 1974 لسد الفجوة التي عانت منها الطبقة الوسطى من أنها لم تكن مؤهلة للحصول على شقق المجلس ولا تقدر على شراء عقارات من القطاع الخاص. تميزت مشاريع الشركة بتصاميم قريبة من العقارات الخاصة ولاقت قبولًا جيدًا عند إطلاقها. كما شيدت شركة تطوير مدينة جورونغ وحدات سكنية في منطقتي جورونغ وسيمباوانغ بين عامي 1968 و1982، دعمًا للتوسع العمراني المتوازن في أنحاء البلاد.
حاولت الحكومة تعزيز التماسك داخل هذه المجتمعات الناشئة فطرحت في أواخر السبعينيات مفهوم "مجتمعات السكان" والدائرة السكنية لإحياء الطابع المجتمعي وسط الكتل الخرسانية المتشابهة. لكن مع ارتفاع تكاليف البناء عادت التصاميم إلى التشابه واستُخدمت مكوّنات جاهزة بشكل متزايد في أوائل الثمانينيات لتقليل النفقات. طرحت الحكومة في هذا العقد شققًا تنفيذية أكبر مساحة لتلبية احتياجات الأسر الكبيرة، بينما استحوذ مجلس الإسكان والتنمية عن شقق شركة الإسكان في عام 1982، بعدما بدأت أسعارها تقترب من أسعار العقارات الخاصة.
وأُعيد النظر في سياسات استحقاق الإسكان فارتفعت سقوف الدخل المسموح بها للتقدّم إلى شقق المجلس، مما مكّن شريحة أوسع من الطبقة الوسطى لشراء أو إيجار الشقق العامة. أما الشقق الأصغر، فقد انخفض الطلب عليها، فوسعت الشقق الصغيرة في العقارات القديمة، وأُزيلت الكتل العمرانية التي لم تعد تفي بالمعايير الحديثة. وخففت اللوائح الخاصة بتعديل الشقق، وأُطلقت برامج تحديث مخصصة تهدف إلى تحسين نوعية الحياة داخل الأحياء القديمة.
فُرضت قيود على نسبة سكان الملايو في الشقق الجديدة لضمان تعدد الأعراق في الكتل. لكن هذه الخطوة لم تكن كافية لمنع تشكّل جيوب عرقية متفرقة، فوسع نطاق القيود في 1989 لتشمل جميع المجموعات العرقية وسوق إعادة البيع الوحدات.

### مخططات التطوير وبرامج الإسكان الجديدة
بدأت حكومة سنغافورة في التسعينيات باعتبار الإسكان العام أصل استثماري مهم فواجهت الحكومة تدابير للتحديث و"تعزيز الأصول" وخففت القيود المفروضة على سوق إعادة بيع المساكن العامة. أُعلن عن أول مخطط التطوير في عام 1989 بقيمة 15 مليار دولار سنغافوري، يهدف المخطط إلى تجديد العقارات السكنية القديمة وجعلها أكثر ملاءمة للشباب وزيادة وسائل الراحة داخل الأحياء وترميم وتحسين الكتل السكنية والشقق. وكان لمجالس المدن والسكان دور كبير في تحديد طبيعة التحديثات على ممتلكاتهم. بدأ تنفيذ المخطط في عام 1993 بعد تجربة أولية على بعض الكتل السكنية الشاغرة.
كان هناك في الوقت نفسه برنامج تحديث مؤقت أقل شمولاً طُبق على العقارات الجديدة ونفذت مجالس المدن مخططات تحسين خاصة بها. أطلق مخطط إعادة تطوير الكتلة الانتقائية [الإنجليزية] في عام 1995، استهدف المخطط تجديد المجمعات السكنية المختارة في الأحياء القديمة. استخدم برنامج التطوير هذا لأغراض سياسية أيضًا؛ حيث صرح بعض مسؤولين من حزب العمل الشعبي أن العقارات التي كانت تحتوي على نسب أعلى من الأصوات لصالح الحزب الحاكم كانت تُعطى الأولوية في التطوير.
شهدت التسعينيات إدخال مجموعة من مخططات الإسكان الجديدة. من بين هذه المبادرات مبادرة الوحدات السكنية التنفيذية التي صُممت خصيصًا للفئة الوسطى الدنيا، وطرح شقق Design Plus وDesign and Build التي تميزت بتصاميم راقية وتجهيزات عالية الجودة، مستفيدة من إسهامات المهندسين المعماريين من القطاع الخاص في وضع المخططات والتفاصيل التصميمية. طُرحت شقق الاستوديو في عام 1997 استجابةً لاحتياجات كبار السن. مع كل ما سبق أصبحت المدن الجديدة التي أنشئت منذ التسعينيات تضم مزيجًا متنوعًا من المساكن العامة والخاصة في نفس الأحياء. وبدأت خصخصة عقارات الإسكان العام منذ عام 1995.

### الألفية الجديدة
قلل المجلس من عدد العقارات الجديدة في مطلع الألفية الجديدة، بسبب وفرة في عدد الشقق. ولم تعد تُنشأ مساكن جديدة إلا حينما استدعى الطلب ذلك. شهد العقد الأول من الألفية دخول التكنولوجيا في عمليات التخطيط العمراني، إذ ساعدت المحاكاة الحاسوبية في تحسين توزيع المباني وتصميم الأحياء، طُرح مخطط التصميم والبناء والبيع في عام 2005 والذي تولّى فيه مطوّرون من القطاع الخاص تصميم الشقق وبناؤها وبيعها.
وظهرت برامج جديد مثل ترقية المصاعد [الإنجليزية] لضمان الوصول المباشر إلى الطوابق كافة، وتحسين المنزل لتجميل الوحدات السكنية من الداخل. أطلقت الحكومة مخطط إعادة تشكيل قلبنا في عام 2007 لتطوير كل المدينة الجديدة. زادت الحكومة المشاركة الشعبية في تلك المرحلة، فعُقدت مشاورات عامة عام 2006 حول سبل بناء المجتمعات المحلية، وأتيحت الفرصة للسكان للمساهمة بآرائهم والتصويت على التحسينات المقترحة عبر برنامج تجديد الأحياء [الإنجليزية] الذي أُقر في 2007. فرضت الحكومة في عام 2010 سقفًا لنسبة المقيمين الأجانب الدائمين في المجمعات السكنية لتفادي تكوّن جيوب سكانية.
أزاح مجلس الإسكان والتنمية في عام 2011 الستار عن خارطة الطريق لحياة أفضل. سعت المبادرة إلى خلق عقارات سكنية جيدة الاتصال والتفرّد في الهوية والاستدامة في الموارد والتصميم. عادت الهيئة لتزيد من عدد العقارات الجديدة استجابةً لتزايد الطلب. طُرحت مبادرة بناء أحلام منطقتنا في عام 2013 في محاولة لإشراك السكان في تصميم مستقبلهم السكني عبر تقديم اقتراحاتهم لتحسين الأحياء. إلا أن هذه المحاولة لم تلقَ حماس المقيمين. ضاعفت الهيئة في العقد الممتدة من عام 2010 و2020 من جهودها لإضفاء طابع فريد ومستدام على مشاريعها. فظهرت أدلة التصميم لكل مدينة جديدة، وبرنامج المدن الخضراء HDB Green Towns. وطرحت شقق الرعاية المجتمعية المصممة خصيصًا للمسنين مزوّدة بخدمات رعاية صحية واجتماعية.

## التنظيم

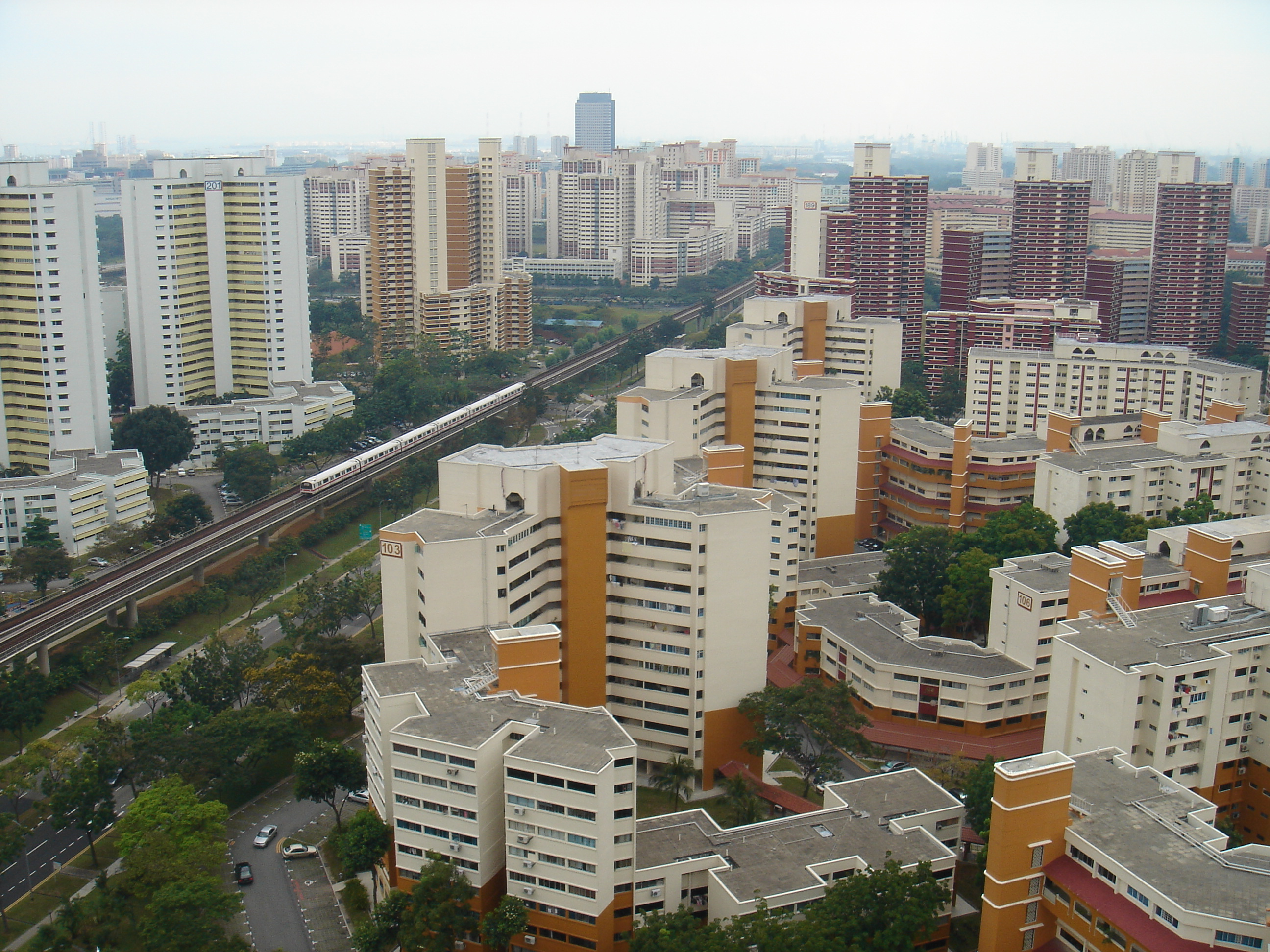
بوكيت باتوك احدى المدن الجديدة التي طورها المجلس

شُيّدت المساكن العامة في سنغافورة ضمن إطار "المدن الجديدة"، وهي كيانات حضرية مخططة لتكون مجتمعات متكاملة ومستقلة بذاتها. صُممت هذه المدن على أسس التخطيط متعدد الاستخدامات، لتستوعب ما يصل إلى 300,000 نسمة في كل منها. تُقسم كل مدينة إلى أحياء، تنقسم بدورها إلى دوائر أصغر، تضم كل منها نحو 400 إلى 800 شقة موزعة على سبعة أو ثمانية مجمعات سكنية. تصل نسبة الأراضي المخصصة للمرافق العامة إلى نصف المساحة الكلية للمدينة موزعة عبر مستويات تبدأ من مركز المدينة وتنتهي عند المبنى السكني الفردي، بما يضمن قرب الخدمات من السكان وسهولة الوصول إليها. وُزّعت أنواع الشقق المختلفة في أنحاء المدن الجديدة بما يمنع تركّز فئة دخل معينة في أي حي بعينه.
بدأت لجنة تحسين المستوطنات بتطوير كوينزتاون في الخمسينيات وهي أول نموذج تجريبي لمدينة جديدة. واصل مجلس الإسكان والتنمية في منتصف الستينيات تطوير المدن الجديدة. اعتمدت الهيئة نموذجًا أوليًا للمدن الجديدة في السبعينيات، ميّزتها أنظمة ترقيم الشوارع وخطط الطلاء المختلفة للكتل السكنية. انتقل التخطيط الحضري في أواخر السبعينيات إلى ما عُرف بـ"نموذج رقعة الشطرنج" التي تداخلت فيها المناطق السكنية مع غير السكنية، وبدأت المدن الجديدة تكتسب هويات بصرية وتنظيمية فريدة. هذا الاتجاه بلغ ذروته في أواخر التسعينيات، عندما وُضع نموذج محدث يدمج بين الكثافة السكانية العالية وتكامل المرافق والخدمات. استعان المخططون بنماذج الحوسبة المتقدمة مع دخول الألفية الجديدة، ما أتاح لهم تصميم مدن تتماشى مع الطبيعة الجغرافية والبيئية للموقع.

## التصميم
تأثر تصميم المساكن العامة بالطرز المعمارية الغربية لا سيما ستريملاين مودرن والطراز الدولي. إلا أن هذه التصاميم لم تُنقل حرفيًا بل غيرت لتناسب البيئة الاستوائية لسنغافورة، عبر عناصر مستوحاة من الطراز المحلي للمحلات التقليدية، مثل ممرات المشاة المغطاة والممرات الخلفية والسلالم الحلزونية. البنايات الأولى التي بناها المجلس كانت وحداتها السكنية متواضعة الحجم وتفتقر إلى التجهيزات الأساسية، بينما اقتصر تزويد الأحياء السكنية بوسائل الراحة على الحد الأدنى. إلا المساكن العامة شهدت تحسنًا ملموسًا في أواخر الستينيات فأضيف إليها المساحات الخضراء، ومرافق مثل المساحات المفتوحة ومواقف السيارات داخل الأحياء السكنية.
أصبحت المدن الجديدة التي أنشئت في السبعينيات مجتمعات شبه مكتفية ذاتيًا، تتوفر فيها مرافق البيع بالتجزئة والمناطق الصناعية مع الوحدات السكنية. وقد طُبِّق نموذج أولي خاص لتخطيط المدن الجديدة يحدد توزيع الخدمات والمرافق بما يضمن تكاملها وفاعليتها. جرى اعتماد نظم ترقيم متميزة وطلاء خاص للكتل السكنية. كما قُسمت ممرات الوصول داخل المباني إلى أجزاء تُراعي خصوصية السكان، فيما اتجهت التصاميم المعمارية نحو مزيد من التنوع والجاذبية البصرية. وترك الطابق الأرضي فارغًا ليُستخدم كفراغ مجتمعي متعدد الأغراض.
بدأ تصميم المساكن العامة في الثمانينيات يهدف لعكس هوية معمارية مميزة لكل عقار سكني. فباتت العقارات تختلف في ارتفاعاها وأُدمجت فيها عناصر من العمارة التقليدية في تصميماتها. ومع تغير أولويات التخطيط تعززت فكرة تنويع تخطيطات المدن الجديدة. واعتمدت الحكومة "مفهوم المنطقة" الذي يقوم على إنشاء مجموعات من الكتل المتقاربة، يتخللها فراغات ومساحات مفتوحة تشجّع على التفاعل الاجتماعي بين السكان.
بدأ التصميم المعماري للمساكن العامة في التسعينيات يتجه إلى إضافة عناصر زخرفية مستوحاة من أنماط معمارية متنوعة إلى واجهات المباني وتحسنت جودة تجهيزات الشقق. وزاد عدد الخدمات والمرافق في المناطق. شرعت سنغافورة في مطلع الألفية الجديدة في دمج نظم مبتكرة في الكتل العمرانية مثل جمع النفايات الهوائية وأنظمة إضاءة تعتمد على أجهزة الاستشعار وميزات صديقة للبيئة والمساحات الخضراء وأُضيفت مرافق ترفيهية متنوعة من مسارات لركوب الدراجات إلى عناصر طبيعية تُثري المشهد البصري. أما في العقد التالي فقد تزايد التركيز على بناء هوية معمارية خاصة بكل عقار فأُخذ في الحساب عند تطوير المباني الخصائص التاريخية والطبيعية لمواقع البناء.

## أنواع المساكن

### المسكان المأجرة
غالبية المساكن العامة في سنغافورة يعيش فيها مأجرين بنظام خاص يُعرف بـبرنامج ملكية السكن المستأجر. تُمنح الوحدات السكنية بموجب هذا البرنامج على أساس عقد إيجار مدته 99 عاماً، لمقدمي الطلبات الذين يستوفون معايير محددة تتعلق بالدخل والجنسية والملكية العقارية. تنقل حيازة الوحدات إلى السكان إلا الأراضي والمناطق المشتركة فإنها تبقى بيد الدولة. تُباع الشقق الجديدة المأجرة اليوم ضمن برنامجين رئيسيين: "البناء حسب الطلب" و"بيع الشقق بالتوازن". أما الوحدات السكنية التنفيذية التي يبنيها القطاع الخاص وتُصنف كمساكن خاصة، فهي تشترك مع المساكن العامة في طبيعة عقود الإيجار وشروط الانتفاع. توفر الحكومة منحًا مالية لأبناء الأسر ذات الدخل المنخفض تُساعد على تغطية تكلفة شراء الشقق، وتكون قيمة هذه المنح بناء على مستوى دخل الأسرة.
كانت هيئة تحسين المستوطنات تعتمد نظام النقاط لتخصيص المساكن العامة. غير أن مجلس الإسكان والتنمية اعتمد في بدايته نظام الاقتراع، الذي أتاح للمتقدمين اختيار نوع الشقة المفضل والموقع العام مع حقهم في رفض نتيجتين للاقتراع. ومُنحت الأولوية في الاقتراع لأولئك الذين هُجروا بسبب مشاريع إعادة التوطين. أُتيح للمتقدمين لاحقًا اختيار نوع الشقة والمنطقة. لكن مع دخول الألفية الجديدة ومع تزايد عدد الشقق غير المباعة قرر المجلس تعليق نظام الاقتراع السابق، واعتماد برنامج "البناء حسب الطلب" الذي لا تُشيّد بموجبه الشقق إلا عند وجود طلب فعلي.
مع ازدياد أعداد كبار السن الذين يملكون الشقق في أواخر التسعينيات، سعت الحكومة إلى تفعيل برامج تساعد هؤلاء السكان على الاستفادة المادية من ممتلكاتهم. بدأ ذلك بإطلاق برامج الرهن العقاري العكسي، لكنها لم تنجح فسحبتها الحكومة. طرح مجلس الإسكان والتنمية في عام 2009 مخطط شراء حق الإيجار الذي يتيح للمجلس شراء جزء من عقد إيجار الوحدة السكنية وفقًا لسعر السوق في سوق إعادة البيع. ولتعزيز هذا التوجه ظهرت برامج أخرى مثل مكافأة السكن الفضي الذي يشجع كبار السن على الانتقال إلى شقق أصغر، وبرنامج فليكسي بغرفتين الذي يوفر وحدات أصغر بعقود إيجار أقصر تناسب احتياجاتهم وظروفهم الحياتية المتغيرة.

### إعادة بيع المساكن
يمكن بيع المساكن العامة المأجرة في سوق إعادة البيع، وذلك ضمن شروط وقيود محددة. ولا تتدخل الحكومة في تنظيم الأسعار داخل هذا السوق.
لم يكن يُسمح للمالكين سوى ببيع وحداتهم السكنية إلى مجلس الإسكان والتنمية في البداية وأتيح بيعها في السوق الخاصة في عام 1971. لكن لم يكن يُسمح ببيع هذه الشقق إلا للمشترين الذين يستوفون شروط شراء الشقق الجديدة. كما كان يتوجب على البائعين الإقامة في وحداتهم لفترة زمنية محددة قبل البيع، وكان يُمنع عليهم التقدّم لشراء شقق جديدة لفترة معينة بعد البيع عُرفت باسم فترة الحرمان. استُبدلت هذه القيود بفرض رسم يُعرف برسم إعادة البيع في عام 1978.
خُفّفت القيود المفروضة على إعادة بيع المساكن العامة في أواخر الثمانينيات؛ فأُزيلت حدود الدخل وسُمِح للمقيمين ومالكي العقارات بشراء الشقق المعاد بيعها في عام 1989. فُتح سوق إعادة البيع للأفراد غير المتزوجين الذين تجاوزت أعمارهم 35 عامًا في عام 1991. كما طرحت منح صندوق الادخار المركزي لإعانة المشترين للشقق المعاد بيعها في عام 1994. أدّت هذه الإجراءات إلى ارتفاع سريع في أسعار الشقق المستعملة في منتصف التسعينيات، مما دفع مجلس الإسكان والتنمية إلى فرض ضرائب وقيود إضافية لكبح جماح الأسعار.
أسهم ارتفاع أسعار المساكن والخطاب الحكومي الذي صوّر الإسكان العام كأصل استثماري. ومع زيادة هذا التوجه ونموه في أواخر العقد الأول من الألفية اتخذت الحكومة خطوات للحد من الطلب الاستثماري، مثل فرض ضرائب جديدة وقيود إضافية ,لكن حرصت السلطات على عدم ثني المواطنين تمامًا عن فكرة أن شقق السإكان العام أصل اقتصادي. عادت أسعار الشقق في المنطقة المركزية للارتفاع في عام 2021، ففرضت الحكومة قيودًا إضافية على شراء وإعادة بيع المساكن العامة التي تُبنى في هذه المناطق لتحاول لضبط ميزان السوق.
طرح وزير التنمية الوطنية ديزموند لي في 24 أكتوبر 2022 توضيحًا موسّعًا لسياسات الحكومة الرامية إلى الحفاظ على توافر الإسكان العام بأسعار في متناول اليد. فأعلنت الحكومة عن نيتها تطبيق فترة انتظار مدتها خمسة عشر شهرًا قبل أن يتمكّن مالكو المنازل من شراء شقة معاد بيعها من مجلس الإسكان والتنمية واستمرار تقديم منح سخية لمن يشترون الشقق لأول مرة وتشديد سقف الأسعار المسموح به للقروض العقارية. عزز مجلس الإسكان والتنمية برنامجه للبناء حسب الطلب في السياق ذاته لضمان وجود بديل فعّال لسوق إعادة البيع وقيل أنه طرح نحو 23,000 شقة في السوق بين عامي 2022 و2023. من المفترض أن هذه الإجراءات حمت غير القادرين على مجاراة الأسعار المرتفعة في سوق إعادة بيع المساكن، والتي بلغ متوسطها 716,000 دولار سنغافوري للشقة الواحدة في عام 2022.

### إيجار المساكن

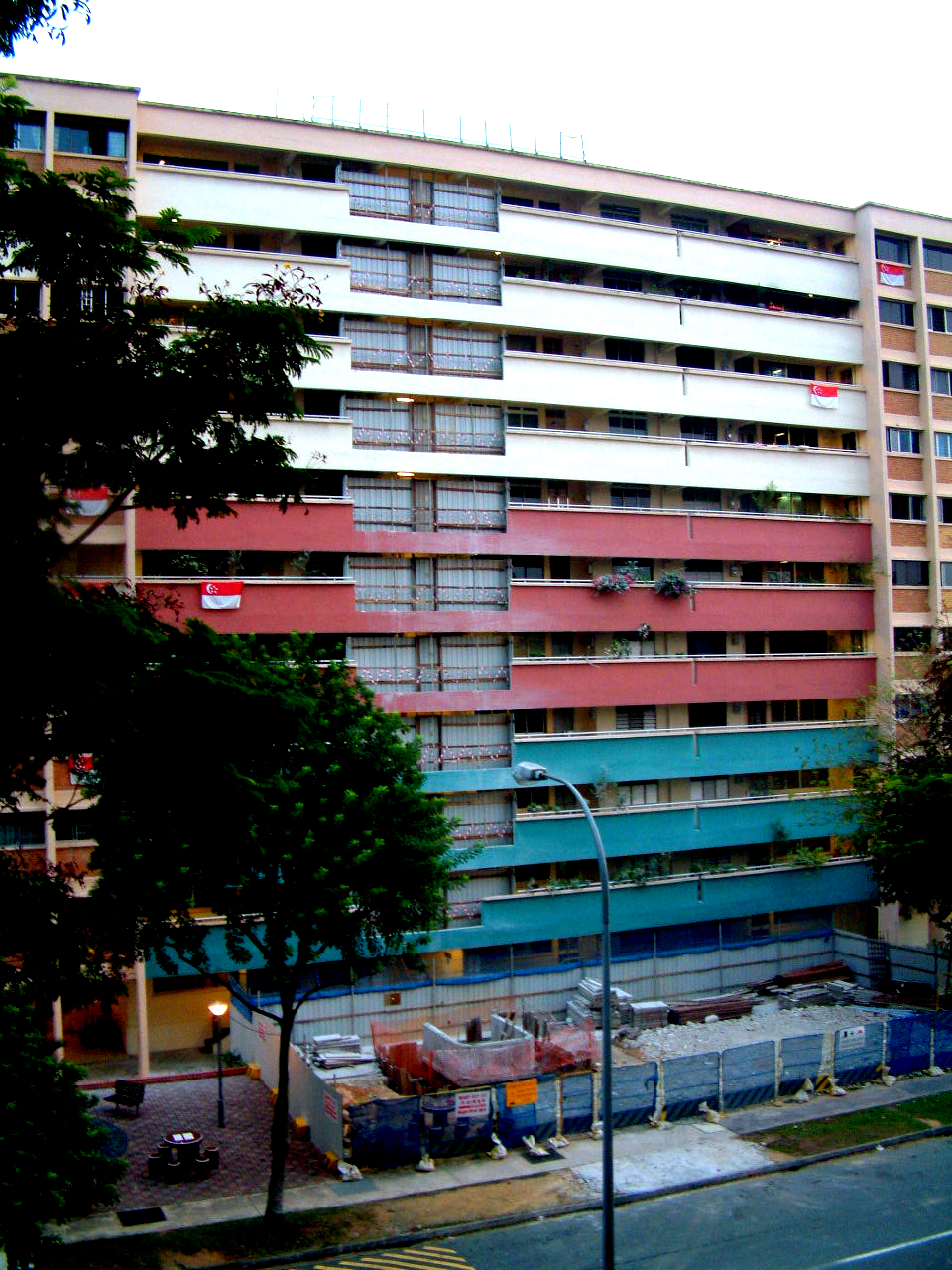
مبنى سكني عام في سنغافورة يخضع لأعمال التطوير

يوفر مجلس الإسكان والتنمية أيضًا مساكن عامة للإيجار، تتكون من وحدات سكنية صغير من غرفة واحدة أو غرفتين. وتُخصص هذه المساكن بالأساس للأسر ذات الدخل المحدود أو لأولئك الذين ينتظرون استلام شققهم. وتجدر الإشارة إلى أن شروط الدخل المطلوبة للتأهل للمساكن العامة المؤجرة أقل من تلك الخاصة بمساكن الإيجار طويل الأمد.

## الصيانة والتجديد
تدير مجالس المدن مجمعات الإسكان العام التي تُقسَّم وفقًا للدوائر الانتخابية السياسية، ويرأس كل مجلس منها عضو في البرلمان، ويعاونه طاقم إداري متفرغ لإدارة المجمعات. يعتمد تمويل أعمال الصيانة التي تضطلع بها هذه المجالس على المنح الحكومية ورسوم الصيانة التي يدفعها سكان المجمعات السكنية والأعمال التجارية العاملة فيها.
أما المساكن القديمة فدخلت ضمن إطار استراتيجية تجديد المجمعات التابعة لمجلس الإسكان والتنمية، والتي تتضمن ترقية المرافق والبنية التحتية لتتماشى مع المعايير الحديثة، فضلًا عن إضافة خدمات وتجهيزات تماثل تلك الموجودة في المجمعات السكنية الأحدث.

## التأثير المجتمعي
استخدم الحكومة السنغافورية الإسكان لتعزيز بعض الأجندات التشريعية. فلم اكن الحكومة تسمح للعزب بشراء الشقق حتى عام 1991 لأن ذلك كان يتناقض مع سياسة الدولة الداعمة للأسر. بإمكان العزب شراء الشقق اليوم إلا أن الأسر المكونة من ثلاثة أطفال أو أكثر تحصل على دعم ضريبي وأولوية في تخصيص الإسكان العام. كما انعكس السياسات المؤثرة على التركيبة العرقية للمدن الجديدة، فهدفت سياسة التكامل العرقي لعام 1989 إلى تعزيز التكامل العرقي والانسجام بين السكان من الأصول الصينية والملايوية والهندية. وبسبب هذه السياسة لا يوافق مجلس الإسكان والتنمية على بيع شقة جديدة أو إعادة بيعها إلى مجموعة عرقية معينة إذا كانت تتجاوز الحصة العرقية المقررة. علاوة على ذلك ركز حزب العمل الشعبي على تحسين حالة المساكن إذا ما فاز بالانتخابات.
استخدمت الحكومة الإسكان للحد من التفاوت في الدخل وتقليص الفقر. سمح هذا للأمر الدولة بتعزيز ناتجها المحلي الإجمالي عبر قطاع البناء الذي يدر عائدات مستمرة تمكن البلاد من التركيز على صناعات أخرى مثل التكنولوجيا والمالية، مما يساعدها على الحفاظ على تنافسيتها في الاقتصاد العالمي.

## المخاوف المجتمعية

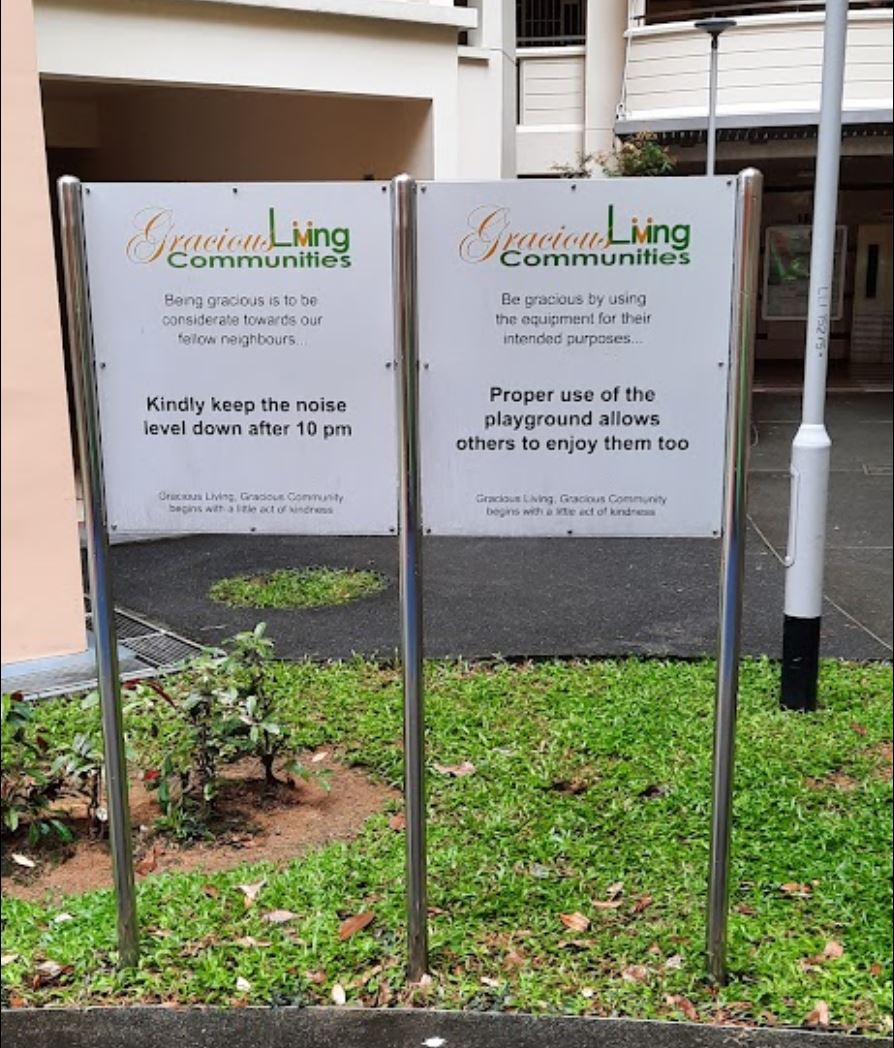
لوحة في أحد مساكن المجلس

### النزاعات
تُعَد النزاعات المتعلقة بمساحات المعيشة المجتمعية من القضايا الشائعة في سنغافورة، وتتنوع بين مشاكل استخدام الأماكن المشتركة والضوضاء، وشكاوى التدخين. فقد استعرض المجلس في تقريره أن متوسط عدد التقارير والنزاعات الشهرية في 2023 بلغ 2,150 تقرير.
أكدت وزارة التنمية الوطنية أن نزاعات المناطق المشتركة شكلت حوالي 32% من جميع قضايا صيانة العقارات. يُحظر التدخين في الأماكن العامة بالمساكن مثل الممرات المشتركة والطوابق الفارغة وآبار السلالم. أما في موضوع أعمال التجديد فقد وضع المجلس قواعد صارمة تنظم أعمال الصيانة الصاخبة. إذ يتطلب إجراء أعمال تجديد الحصول على موافقة، فيُمنع استخدام المثاقب الهوائية (تصدر موجات بطول 110-120 ديسيبل) في عطلات نهاية الأسبوع والعطلات الرسمية وتقتصر على فترات معينة في أيام الأسبوع. كما يُفرض حظر إصدار ضوضاء بين الساعة 10 مساءً و8 صباحًا.
أما بالنسبة للضوضاء الناتجة عن النقل بين الوحدات السكنية، فقد أشار الخبراء إلى أن الخرسانة المسلحة المستخدمة في بناء الكتل العمرانية فعالة في نقل الصوت. ومن الممكن أن يساهم العزل المدمج في الهياكل الخرسانية التي تفصل بين الوحدات في تقليل انتقال الضوضاء، ولا يُعرف إن كان المجلس درس موضوع الصوت أو أتى معه بالصدفة. يمكن للوكالات التنظيمية اتخاذ إجراءات لإنفاذ القوانين، ويمكنها توجيه المؤجرين المخالفين إلى قنوات حكومية أخرى.

### إلقاء القمامة
إلقاء أي نوع من القمامة داخل العقارات السكنية، سواء في الطوابق الفارغة أو المناطق المشتركة الأخرى، جريمة يعاقب عليها القانون في سنغافورة ضمن إطار قوانين مكافحة القمامة. وتنصّ أحكام قانون العقوبات على فرض غرامة تصل إلى 2,000 دولار سنغافوري للمخالفة الأولى، ويجوز للمحكمة حسب تقدير القاضي إدخال أنواع أخرى من العواقب على المخالف.
ارتفعت الحالات المسجلة برمي القمامة بنسبة تتجاوز 60% بين عامي 2017 و2019 لتصل إلى نحو 19,000 حالة سنويًا وهي ظاهرة عرفت في سنغافورة "بإلقاء القمامة من الطوابق العليا".
ولتعزيز ردع المخالفين، أقرن تعديلات قانونية مهمة؛ منها ما أُدرج في قانون الصحة العامة البيئية من أن مالك الوحدة السكنية يُحمِّل مسؤولية القانونية إذا ثبت أن هناك قمامة رميت من وحدته، حتى دون الحاجة لإثبات مباشر على أنه هو من ألقاها.

### التلوث الضوضائي
نظرًا لوقوع بعض المناطق السكنية بالقرب من القواعد الجوية النشطة خاف السكان من التأثيرات الناجمة عن ضوضاء الطائرات المقاتلة أثناء عمليات الإقلاع والهبوط. وقد لوحظت حدة هذه المشكلة بشكل خاص في العقارات السكنية التابعة للمجلس في الأجزاء الشمالية الشرقية من منطقة بونغغول، وتقع هذه العقارات مباشرة تحت مسار إقلاع الطائرات المغادرة من قاعدة بايا ليبار الجوية. كشفت دراسات صادرة عن منظمة الصحة العالمية ومشروع ANIMA عن وجود تأثيرات صحية ضارة مرتبطة بالتعرض المستمر لضوضاء الطائرات، منها مشاكل في الصحة النفسية وأمراض القلب والأوعية الدموية.

### ثبت المراجع
- Cheong, Koon Hean (2016). "Chapter 7: The Evolution of HDB Towns". In Heng, Chye Kiang (ed.). 50 Years of Urban Planning in Singapore (بالإنجليزية). World Scientific. pp. 101–125. ISBN:978-981-4656-48-1. OCLC:1010606530.
- Cho, Im Sik; Nasution, Ivan; Lee, Jihye; Mascarenhas, Nina (2017). "Mechanisms for facilitating community participation in Singapore's neighbourhood-planning framework". Journal of Architectural and Planning Research (بالإنجليزية). 34 (4): 320–335. JSTOR:44987240. Archived from the original on 2023-04-08.
- Chua, Beng-Huat (1991). "Race Relations And Public Housing In Singapore". Journal of Architectural and Planning Research (بالإنجليزية). 8 (4): 343–354. JSTOR:43029053. Archived from the original on 2024-04-02.
- Fraser, James M. (Apr 1952). "Town Planning and Housing in Singapore". The Town Planning Review (بالإنجليزية). Liverpool University Press. 23 (1): 5–25. DOI:10.3828/tpr.23.1.v7327214j63750w3. JSTOR:40102143.
- Goh, Robbie B.H. (Aug 2001). "Ideologies of 'Upgrading' in Singapore Public Housing: Post-modern Style, Globalisation and Class Construction in the Built Environment". Urban Studies (بالإنجليزية). 38 (9): 1589–1604. DOI:10.1080/00420980120076821. JSTOR:43196729. S2CID:143688718. Archived from the original on 2023-04-08.
- Hassan, Riaz (1969). "Some Sociological Implications Of Public Housing In Singapore". Southeast Asian Journal of Sociology (بالإنجليزية). 2: 23–26. JSTOR:43822132. Archived from the original on 2023-04-13.
- Hee, Limin; Ooi, Giok Lin (Jan 2003). "The Politics of Public Space Planning in Singapore". Planning Perspectives (بالإنجليزية). 18 (1): 79–103. DOI:10.1080/0266543032000047413. S2CID:145342576.
- Jensen, Rolf (Jul 1967). "Planning, Urban Renewal, and Housing in Singapore". The Town Planning Review (بالإنجليزية). 38 (2): 115 – 131. DOI:10.3828/tpr.38.2.eg304r3377568262. JSTOR:40102546. Archived from the original on 2025-01-05.
- Kuah, Adrian T.H. (2018). "Tropical Urbanisation and the Life of Public Housing in Singapore". ETropic: Electronic Journal of Studies in the Tropics (بالإنجليزية). 17 (1): 41–59. DOI:10.25120/etropic.17.1.2018.3641.
- Lim, William Siew Wai (Jul–Aug 1984). "Public housing and community development in Singapore". Ekistics (بالإنجليزية). 51 (307): 319–327. JSTOR:43621881. Archived from the original on 2023-04-08.
- Liu, Thai Ker (Jul 1974). "Reflections on problems and prospects in the second decade of Singapore's public housing". Ekistics (بالإنجليزية). 38 (224): 42–46. JSTOR:43618343. Archived from the original on 2023-04-09.
- Loh, Kah Seng (2009). "5 The Politics of Fires in Post-1950s Singapore and the Making of the Modernist Nation-State". In Aljunied, Syed Muhd Khairudin; Heng, Derek (eds.). Reframing Singapore: Memory - Identity - Trans-Regionalism (بالإنجليزية). Amsterdam University Press. pp. 89–108. ISBN:978-90-485-0821-1. JSTOR:j.ctt45kf1j.9. OCLC:1006078523.
- Loh, Kah Seng (Apr 2007). "Black Areas: Urban Kampongs and Power Relations in Post-War Singapore Historiography". Sojourn: Journal of Social Issues in Southeast Asia (بالإنجليزية). 22 (1): 1–29. DOI:10.1355/SJ22-1A. JSTOR:41308084. S2CID:126805119. Archived from the original on 2023-04-12.
- Ooi, Giok Ling (1992). "Managing Change and Continuity in the Public Housing Process in Singapore". Ekistics (بالإنجليزية). 59 (354/355): 170–179. JSTOR:43622246. Archived from the original on 2025-01-05.
- Phang, Sock Yong (Aug 2015). "Singapore's Housing Policies: Responding to the Challenges of Economic Transitions". Singapore Economic Review (بالإنجليزية). 60 (3): 1 – 25. DOI:10.1142/S0217590815500368. ISSN:0217-5908. S2CID:154753207. Archived from the original on 2025-01-20.
- Phang, Sock Yong (2007). "The Singapore Model of Housing and the Welfare State". In Groves, Richard; Murie, Alan; Watson, Christopher (eds.). Housing and the New Welfare State: Perspectives from East Asia and Europe (بالإنجليزية). Ashgate Publishing. pp. 15–44. ISBN:9780754644408. OCLC:1291944332.
- Phang, S.-Y.; Helble, M. (2016). Housing Policies In Singapore (بالإنجليزية). Tokyo: Asian Development Bank Institute. Archived from the original on 2024-09-17.
- Sugarman, M. W. (2018). "On The Urban Edge: Housing, The Bombay Development Department, The Singapore Improvement Trust And An Improving Urban Urbanism, 1909-1941". Slums, Squatters and Urban Redevelopment Schemes in Bombay, Hong Kong, and Singapore, 1894-1960 (PhD thesis) (بالإنجليزية). DOI:10.17863/CAM.24186.
- Teo, Siew Eng; Kong, Lily (Mar 1997). "Public Housing in Singapore: Interpreting 'Quality' in the 1990s". Urban Studies (بالإنجليزية). 34 (3): 441–452. DOI:10.1080/0042098976069. JSTOR:43083375. S2CID:154318656. Archived from the original on 2023-04-08.
- Yuen, Belinda (2009). "Reinventing Highrise Housing in Singapore". Cityscapes (بالإنجليزية). 11 (1): 3–18. JSTOR:20868687. Archived from the original on 2023-04-11.

## روابط خارجية
<
- Public housing in Singapore on eresources.nlb.gov.sg
- Housing in Singapore detailed analysis about evolution of SIT and HDB typical floor plans from 1930s to present, statistics, list of BTO, DBSS, EC and more.